# Boljoon
Boljoon es un municipio filipino de quinta clase, perteneciente a la provincia de Cebú, en las Bisayas Centrales.

## Toponimia
El lugar puede aparecer referido como «Boljoon» y «Bolhon».

## Historia
El pueblo se fundó en 1745. Hacia mediados del siglo XIX, cuando incluía en su término varias visitas y barrios, tenía contabilizada una población total de 9579 habitantes, repartidos en 1596 casas. Aparece descrito en el primer volumen del Diccionario geográfico, estadístico, histórico de las Islas Filipinas (1850) de Manuel Buzeta Núñez y Felipe Bravo con las siguientes palabras:

BOLJOON llamado antiguamente BOLHON: pueblo con cura y gobernadorcillo, en la isla, prov. y dióc. de Cebú: se halla sit. en la playa del mar en la costa S. E. de la isla, en terreno llano, pero rodeado de un alto monte que le resguarda de los vientos, y no le deja mas vista que por la parte del mar; en los 126° 59' long., y los 9° 47' lat. El clima es bastante caluroso, pero sin embargo es saludable. Este pueblo se fundó en el año 1745, y en la actualidad tiene como unas 1,596 casas, en general de sencilla construccion, incluyendo en este número las de sus visitas ó anejos, distinguiéndose entre ellas como mas notables la casa parroquial y la llamada tribunal; hay cárcel, y escuela de primeras letras, dotada de los fondos de comunidad, á la cual concurren una multitud de ambos sexos, é igl. parr. de buena fábrica, bajo la advocacion del Patrocinio de Nuestra Señora, servida por un cura regular. Próximo á esta se halla el cementerio bastante capaz y ventilado. Se comunica este pueblo con sus limitrofes por medio de caminos regulares, recibiendo de la cabecera de la prov. por medio de baligero la correspondencia en dias indeterminados. Dependen de esta jurisd. dos visitas ó anejos y tres barrios, las dos primeras denominadas de Yuasan y Mambaje, ambas sit. á la playa á dist. de 1 ½ hora, y 3 barrios llamados Balitang, Gaui y Molovolo, dist. hora y media el que mas de la igl. matriz fundados en la misma playa. Toda la pobl. está guarnecida de baluartes de piedra, y tiene además una fortaleza para defenderse de los moros, todo hecho por el celo, actividad y direccion del M. R. P. ex-provincial de Agustinos Fray Julian Bermejo, el cual á la cabeza de sus indios se batió diferentes veces, rechazando constantemente á los moros. El gobierno de Manila ha facilitado á este pueblo la artillería necesaria para la fortaleza espresada; habiendo el mencionado Padre colocado varios telégrafos de comunicacion, á fin de que en caso necesario puedan reunirse con toda prontitud y rapidez los hab. de los pueblos inmediatos. Confina el term. por E. con el mar; por S. con Oslob; por O. con Ginatilan, y por N. con Dalaguete. A corta dist. del pueblo cruza un r. de bastante caudal de agua que no pueden aprovechar sus hab. para otros usos que los domésticos. La estension de este térm. es muy poca, sin embargo sus montes son sumamente productivos por los cortes de escelentes maderas que en ellos se hacen, no faltando tampoco bastante caza mayor y menor. Es muy notable en estos montes la higuera silvestre ó Lagnub por hallarse en ella la preciosa goma laca que elaboran ciertos insectillos. El terreno es fértil y productivo, siendo las principales producciones de su cosecha el arroz, el maiz, cacao, café, tabaco, mucho algodon, legumbres y frutas. La ocupacion de los naturales de este pueblo es la agricultura, corte de maderas, plantaciones, y especialmente del sibucao ó palo tinte del que se esporta mucho para el estrangero. Abunda tambien la pesca, con cuyo producto se sustentan varias familias. Las mugeres se ocupan en hilar, tejer y teñir, constituyendo un considerable ramo de industria y comercio con sus productos. El comercio es notable, realizándose una grande esportacion de palo tinte y otras maderas de sus montes, y la estraccion y venta de los artículos sobrantes de su industria agrícola y fabril que se llevan en gran cantidad á las islas de Bohol y Mindanao. pobl. 9,579 alm., 1,885 ½ trib., que ascienden á 18,855 rs. plata, equivalentes á 47,137 ½ rs. vn.
(Buzeta y Bravo, 1850, p. 397)

En 2020, tenía censados 17 525 habitantes.